# Bill Johnson
Bill Johnson (n. 30 martie 1960, Los Angeles, California, SUA – d. 21 ianuarie 2016, Gresham⁠(d), Oregon, SUA) a fost un schior alpin ce a reprezentat Statele Unite ale Americii, medaliat olimpic. A participat la o ediție a Jocurilor Olimpice (1984) în care a câștigat o medalie de aur.

## Participări
Lista de mai jos prezintă principalele competiții la care a participat Bill Johnson de-a lungul carierei.
- alpine skiing at the 1984 Winter Olympics – men's downhill[*]